# Gaydon
Gaydon is een civil parish in het bestuurlijke gebied Stratford-on-Avon, in het Engelse graafschap Warwickshire met 446 inwoners. Landrover & Aston Martin hebben er hun hoofdkantoor gevestigd.